# Dysschema semirufa
Dysschema semirufa är en fjärilsart som beskrevs av Druce 1910. Dysschema semirufa ingår i släktet Dysschema och familjen björnspinnare. Inga underarter finns listade i Catalogue of Life.